# Jonas Stanislauskas
Jonas Stanislauskas (* 5. Dezember 1919 in Palomenė, Rajongemeinde Kaišiadorys; † 1976 in Litauen) war ein litauischer Pädagoge und Schuldirektor in Rukla.

## Leben
1935 absolvierte Jonas Stanislauskas die Handwerkschule Kaišiadorys und wurde Tischler. Von 1942 bis 1943 lernte er am Institut für Handwerklehrer in Vilnius. Ab September 1944 arbeitete er in Kaišiadorys und ab 1945 in Klaipėda. 
1946 kam er zurück und war Lehrer in der Grundschule Rukla. 1953 absolvierte er die Pädagogische Schule in der zweitgrößten litauischen Stadt Kaunas und bis 1970 war Schuldirektor in Rukla. Von 1970 bis 1976 arbeitete er als Lehrer in Ilgabradai.
Stanislauskas war verheiratet.
2005 wurde die Sekundarschule Rukla nach Jonas-Stanislauskas-Schule umbenannt.